# Dacia 1325
Dacia 1325 „Liberta” a fost produsă de către Dacia ca urmare a unor schimbări de design față de predecesoarea sa, Dacia 1320. Datorită Revoluției Române din decembrie 1989, numele de „Liberta” avea o conotație mai specială, atrăgând oamenii, și totusi a fost produsă într-un număr destul de mic, circa 7800 de exemplare.
A fost fabricată între anii 1991 și 1996, cu motoarele de 1289 cmc, 54cp (la care s-a renunțat pe această serie în anul 1992), majoritatea având motoarele 1397 cmc 64 cp, 1557 cmc 72 cp, precum și o serie scurtă cu motorul de 1581 cmc, 83 cp cu ax cu came în chiulasa, un motor proiectat de DACIA în anii 80 însă nelansat din cauza costurilor mari.
A fost un model în 2 volume, tip hatchback, cu un design modern al părții din spate, partea din față fiind cea de la modelele 1410 și 1310 contemporane.

## Export
Multe exemplare au fost exportate în Grecia, China, Ungaria, Bulgaria, Turcia și Algeria. Succesul a fost mic, deoarece prețul era prea mare, chiar mai mare decât al modelului Break, foarte dorit de către clienți chiar și în anii 90, lucru care a dus la oprirea producției, și lansarea unui nou model și anume Dacia Nova.